# Jae Crowder
Corey Jae Crowder (Villa Rica, 6 juli 1990) is een Amerikaanse basketballer.

## Carrière
Crowder speelde collegebasketbal voor South Georgia Technical College Jets en daarna Howard College Hawks, waarin hij het team leidde naar een NJCAA Men's Division I Basketball Championship in zijn tweede jaar, waarin hij ook de titel Junior College Player of the Year won. Na zijn carrière bij het Howard college vertrok hij naar Marquette Golden Eagles, waar hij de titel Big East Player of the Year won in zijn laatste seizoen. Na zijn collegecarrière besloot Jae Crowder mee te doen aan de NBA Draft 2012. Hij werd in de tweede ronde gekozen door de Cleveland Cavaliers als 34e. Crowder werd als 34e gekozen door de Cleveland Cavaliers. Diezelfde avond ruilden de Cavaliers hem echter naar de Dallas Mavericks, samen met de als 24e gekozen Jared Cunningham en de als 33e gekozen Bernard James, in ruil voor de als 17e gekozen Tyler Zeller en Kelenna Azubuike. Hij tekende zijn contract op 20 juli 2012. Zijn teamgenoot van Marquette Darius Johnson-Odom werd als 55e gekozen.
Door zijn sterke optredens in de NBA Summer League en de voorbereidingswedstrijden, werd hij omschreven als "the steal of the NBA draft", gemiddeld behaalde hij 11,4 punten, 4,5 rebounds, 1,9 steals, 1,6 assists en 0,8 blocks in 22 minuten per wedstrijd in de voorbereiding en 16,6 punten, 1,6 assists, 5,4 rebounds, 0,8 blocks, 2,0 steals en 41,7 procent rake schoten in de Summer League. Hij werd ook gekozen in het beste team van de Summer League. Deze sterke optredens verhoogden de verwachtingen, hij werd gezien als het mogelijke nieuwe gezicht van de Mavericks en toekomstig All-Star. Zijn goede spel leverde hem een plaats in de selectie van de Mavericks op. Hij debuteerde tijdens de eerste wedstrijd van het seizoen tegen de Los Angeles Lakers. Nadat Dirk Nowitzki en Shawn Marion geblesseerd raakten kreeg Crowder een basisplaats op de small forward positie. Nadat Nowitzki en Marion terugkwamen nam de speeltijd van Crowder af. Rond de All-star pauze begonnen zijn prestaties af te nemen, hij gaf toe dat hij de "rookie wall" had geraakt. Voor het eerst in 12 jaar wisten de Mavericks de playoffs niet te halen. Crowder behaalde een gemiddelde van 5 punten en 2,4 rebounds per wedstrijd in 17,3 minuten.
Op 5 november 2013 behaalde Crowder een persoonlijk record van 18 punten in een wedstrijd tegen de Los Angeles Lakers. Op 27 februari 2014 werd Crowder naar het opleidingsteam Texas Legends in de NBA Development League gestuurd. Een dag later werd Crowder weer teruggeroepen om vervolgens weer teruggestuurd en teruggeroepen te worden. Op tien juni 2014 maakten de Mavericks gebruik van een optie tot verlengen in het contract van Crowder. Door de komst van Al-Farouq Aminu en Richard Jefferson nam de speeltijd van Crowder geleidelijk aan af. Op 9 november 2014 behaalde hij zijn beste prestatie van het seizoen door 15 punten te scoren tegen de Miami Heat.
Op 18 december 2014 werd Crowder samen met Jameer Nelson en Brandan Wright geruild naar de Boston Celtics in ruil voor Rajon Rondo en Dwight Powell. Op 12 januari 2015, behaalde hij een nieuw persoonlijk record door 22 punten te scoren tegen de New Orleans Pelicans. Op 14 april 2015 zorgde hij, door in de laatste 0,8 seconde van de wedstrijd een 3-punter te maken, dat de Celtics met twee punten verschil wonnen van de Toronto Raptors. Op 27 juli 2015 tekende Crowder een nieuw contract bij de Celtics waarmee hij in vijf jaar 35 miljoen dollar zou verdienen. Op 18 december 2015 scoorde hij een nieuw persoonlijk record van 24 punten tegen de Atlanta Hawks. Hij verbrak dat record op 4 januari 2016 tegen de Brooklyn Nets waarin hij 25 punten scoorde. Aan het einde van het seizoen 2016/17 werd hij geruild naar de Cleveland Cavaliers samen met Isaiah Thomas, Ante Žižić en enkele draftpicks voor Kyrie Irving.
In februari 2018 werd hij geruild naar de Utah Jazz in een deal waarbij ook de Sacramento Kings betrokken waren; andere spelers in deze ruil waren: Derrick Rose, Dimitrios Agravanis, Iman Shumpert, Artūras Gudaitis, George Hill, Rodney Hood, Joe Johnson en enkele draftkeuzes. In juli 2019 werd hij opnieuw geruild ditmaal naar de Memphis Grizzlies samen met Grayson Allen, Darius Bazley, Kyle Korver en enkele draftkeuzes voor Mike Conley Jr.. Ook bij Memphis speelde hij niet lang, in februari 2020 werd hij door de Grizzlies geruild naar de Miami Heat in een ruil waarbij ook de Minnesota Timberwolves betrokken waren. Andere spelers in deze ruil waren: Solomon Hill, Andre Iguodala, Dion Waiters, Justise Winslow, James Johnson en Gorgui Dieng.
Aan het einde van het seizoen kwam er geen contractverlenging bij de Heat en tekende hij bij de Phoenix Suns waar hij drie jaar zou spelen. In februari 2023 werd hij geruild naar de Milwaukee Bucks in een deal waarbij ook de Brooklyn Nets en Indiana Pacers betrokken waren. Andere spelers in de deal waren: Kevin Durant, T.J. Warren, Juan Vaulet, George Hill, Serge Ibaka, Jordan Nwora, Mikal Bridges, Cameron Johnson en meerdere draftkeuzes. Hij verlengde in de zomer van 2023 zijn contract bij de Bucks. In november 2024 tekende hij bij de Sacramento Kings.

## Privéleven
Zijn vader is Corey Crowder die ook profbasketballer was.

## Erelijst
- Marquette 'M Club' Hall of Fame: 2019[32]

- NJCAA Men's Basketball Coaches Hall of Fame: 2022[33]

## Statistieken

### Regulier seizoen
| Seizoen  | Team                | WG  | WS  | MPW  | 2P%  | 3P%  | FW%  | RPW | APW | SPW | BPW | PPW  |
| -------- | ------------------- | --- | --- | ---- | ---- | ---- | ---- | --- | --- | --- | --- | ---- |
| 2012/13  | Dallas Mavericks    | 78  | 16  | 17,3 | 38,4 | 32,8 | 64,4 | 2,4 | 1,2 | 0,8 | 0,2 | 5,0  |
| 2013/14  | Dallas Mavericks    | 78  | 8   | 16,1 | 43,9 | 33,1 | 75,4 | 2,5 | 0,8 | 0,8 | 0,3 | 4,6  |
| 2014/15  | Dallas Mavericks    | 25  | 0   | 10,6 | 43,4 | 34,2 | 90,9 | 1,2 | 0,5 | 0,6 | 0,2 | 3,6  |
| 2014/15  | Boston Celtics      | 57  | 17  | 24,2 | 41,8 | 28,2 | 76,2 | 4,6 | 1,4 | 1,0 | 0,4 | 9,5  |
| 2015/16  | Boston Celtics      | 73  | 73  | 31,6 | 44,3 | 33,6 | 82,0 | 5,1 | 1,8 | 1,7 | 0,5 | 14,2 |
| 2016/17  | Boston Celtics      | 72  | 72  | 32,4 | 46,3 | 39,8 | 81,1 | 5,8 | 2,2 | 1,0 | 0,3 | 13,9 |
| 2017/18  | Cleveland Cavaliers | 53  | 47  | 25,4 | 41,8 | 32,8 | 84,8 | 3,3 | 1,1 | 0,8 | 0,2 | 8,6  |
| 2017/18  | Utah Jazz           | 27  | 0   | 27,6 | 38,6 | 31,6 | 76,8 | 3,8 | 1,5 | 0,9 | 0,3 | 11,8 |
| 2018/19  | Utah Jazz           | 80  | 11  | 27,1 | 39,9 | 33,1 | 72,1 | 4,8 | 1,7 | 0,8 | 0,4 | 11,9 |
| 2019/20  | Memphis Grizzlies   | 45  | 45  | 29,4 | 36,8 | 29,3 | 78,9 | 6,2 | 2,8 | 1,0 | 0,3 | 9,9  |
| 2019/20  | Miami Heat          | 20  | 8   | 27,7 | 48,2 | 44,5 | 73,3 | 5,4 | 1,8 | 1,3 | 0,5 | 11,9 |
| 2020/21  | Phoenix Suns        | 60  | 42  | 27,5 | 40,4 | 38,9 | 76,0 | 4,7 | 2,1 | 0,8 | 0,5 | 10,1 |
| 2021/22  | Phoenix Suns        | 67  | 67  | 28,1 | 39,9 | 34,8 | 78,9 | 5,3 | 1,9 | 1,4 | 0,4 | 9,4  |
| 2022/23  | Milwaukee Bucks     | 18  | 3   | 18,9 | 47,9 | 43,6 | 83,3 | 3,8 | 1,5 | 0,7 | 0,3 | 6,9  |
| 2023/24  | Milwaukee Bucks     | 50  | 25  | 23,1 | 42,2 | 34,9 | 72,2 | 3,2 | 1,3 | 0,8 | 0,2 | 6,2  |
| Carrière | Carrière            | 803 | 434 | 25,0 | 41,9 | 34,8 | 77,7 | 4,2 | 1,6 | 1,0 | 0,3 | 9,3  |

### Play-offs
| Seizoen  | Team             | WG  | WS | MPW  | 2P%  | 3P%  | FW%   | RPW | APW | SPW | BPW | PPW  |
| -------- | ---------------- | --- | -- | ---- | ---- | ---- | ----- | --- | --- | --- | --- | ---- |
| 2013/14  | Dallas Mavericks | 7   | 0  | 11,6 | 44,4 | 42,9 | 0,0   | 1,7 | 0,3 | 0,3 | 0,1 | 2,7  |
| 2014/15  | Boston Celtics   | 4   | 1  | 25,1 | 51,7 | 30,0 | 76,9  | 5,0 | 2,0 | 1,0 | 0,8 | 10,8 |
| 2015/16  | Boston Celtics   | 6   | 6  | 32,9 | 27,8 | 24,4 | 63,6  | 6,5 | 2,2 | 1,5 | 0,5 | 9,5  |
| 2016/17  | Boston Celtics   | 18  | 18 | 33,1 | 43,5 | 35,2 | 83,3  | 6,4 | 2,7 | 1,1 | 0,3 | 13,6 |
| 2017/18  | Utah Jazz        | 11  | 2  | 29,4 | 32,4 | 33,3 | 64,3  | 5,1 | 1,7 | 1,4 | 0,2 | 10,0 |
| 2018/19  | Utah Jazz        | 5   | 3  | 26,0 | 37,0 | 30,0 | 73,7  | 5,8 | 0,8 | 1,0 | 0,0 | 10,0 |
| 2019/20  | Miami Heat       | 21  | 21 | 31,4 | 40,3 | 34,2 | 76,1  | 5,6 | 1,9 | 0,7 | 0,6 | 12,0 |
| 2020/21  | Phoenix Suns     | 22  | 22 | 33,1 | 41,3 | 38,0 | 88,6  | 6,1 | 1,9 | 0,9 | 0,8 | 10,8 |
| 2021/22  | Phoenix Suns     | 13  | 13 | 29,5 | 40,0 | 30,2 | 73,1  | 4,7 | 2,4 | 1,0 | 0,5 | 9,4  |
| 2022/23  | Milwaukee Bucks  | 4   | 0  | 10,2 | 23,1 | 0,0  | 50,0  | 1,0 | 0,8 | 0,5 | 0,0 | 1,8  |
| 2023/24  | Milwaukee Bucks  | 4   | 0  | 10,5 | 25,0 | 14,3 | 100,0 | 1,5 | 0,5 | 0,0 | 0,5 | 2,3  |
| Carrière | Carrière         | 115 | 86 | 28,6 | 39,2 | 33,3 | 77,0  | 5,2 | 1,8 | 0,9 | 0,5 | 10,1 |